# TV Candahah
A TV Candaar é uma emissora de televisão afegã com sede em Candaar, capital da província de Candaar, sudeste do Afeganistão.

## História
A emissora entrou no ar em 1990, tornando-se a segunda emissora do país a entrar no ar. Porém, no final de 1994, depois que o Taliban conquistou a cidade, a emissora saiu do ar.
Após os atentados de 11 de setembro de 2001 e a recusa do governo Taliban em entregar Osama Bin Laden, os Estados Unidos (EUA) iniciaram os bombardeios contra alvos talibans nas cidades afegãs.
Em novembro, ocorreu o avanço da Aliança do Norte no norte, centro, leste e oeste do país. Depois que tribos pashtuns anti-talibans atacaram pelo sudeste e cercaram a cidade, os talibans se rendem em 7 de dezembro do mesmo ano.
No mesmo mês, vários ex-funionários da TV Candaar, da recém-inaugurada TV Cabul e jornalistas estrangeiros se unem para recolocar a emissora no ar. A emissora volta ao ar depois de 7 anos fora do ar.